# Rivalità Yankees-Red Sox
La rivalità tra Yankees e Red Sox è una rivalità della Major League Baseball (MLB) tra i New York Yankees e i Boston Red Sox. Entrambe le squadre competono nella American League (AL) della MLB da oltre 120 stagioni e hanno sviluppato quella che è probabilmente la rivalità più accesa di tutto lo sport americano. Nel 1919, il proprietario dei Red Sox, Harry Frazee, vendette il giocatore di punta Babe Ruth agli Yankees, evento seguito da un periodo di 86 anni in cui i Red Sox non vinsero una World Series. Questo portò alla diffusione di una superstizione nota come la "Maledizione del Bambino" ("Curse of the Bambino"), uno degli aspetti più noti della rivalità.
La rivalità è spesso un argomento caldo di conversazione, specialmente nella regione di origine di entrambe le squadre, il nord-est degli Stati Uniti. Fino alla stagione 2014, ogni postseason aveva visto la partecipazione di una o entrambe le rivali della AL East sin dall'introduzione del formato wild card e della conseguente Division Series nel 1995; le due squadre si sono affrontate tre volte nell'American League Championship Series (ALCS). Gli Yankees hanno vinto nel 1999 e nel 2003, mentre i Red Sox hanno vinto nel 2004. Le due squadre si sono affrontate una volta anche nell'American League Division Series (ALDS), nel 2018, con Boston vincente per 3–1, serie che include una vittoria dei Red Sox per 16–1 in Gara 3 allo Yankee Stadium, la sconfitta più schiacciante nella storia degli Yankees in postseason. I Red Sox hanno anche battuto gli Yankees nel Wild Card Game della American League nel 2021.
Inoltre, le squadre si sono affrontate due volte nell'ultima serie della stagione regolare per decidere il pennant della AL, nel 1904 (quando i Red Sox, allora noti come Americans, vinsero) e nel 1949 (quando vinsero gli Yankees).
Nel 1978, Yankees e Red Sox terminarono a pari merito al primo posto; successivamente, gli Yankees vinsero uno spareggio decisivo per il titolo di divisione. Questo pareggio al primo posto arrivò dopo che i Red Sox avevano accumulato un vantaggio di 14 partite sugli Yankees oltre la metà della stagione. Allo stesso modo, nell'ALCS del 2004, gli Yankees persero una serie al meglio delle sette partite dopo essere stati in vantaggio per 3–0. La rimonta dei Red Sox è l'unico caso nella storia del baseball americano in cui una squadra è riuscita a recuperare uno svantaggio di 3–0 in una serie. I Red Sox vinsero poi le World Series, ponendo fine alla maledizione durata 86 anni.

## Maledizione del Bambino

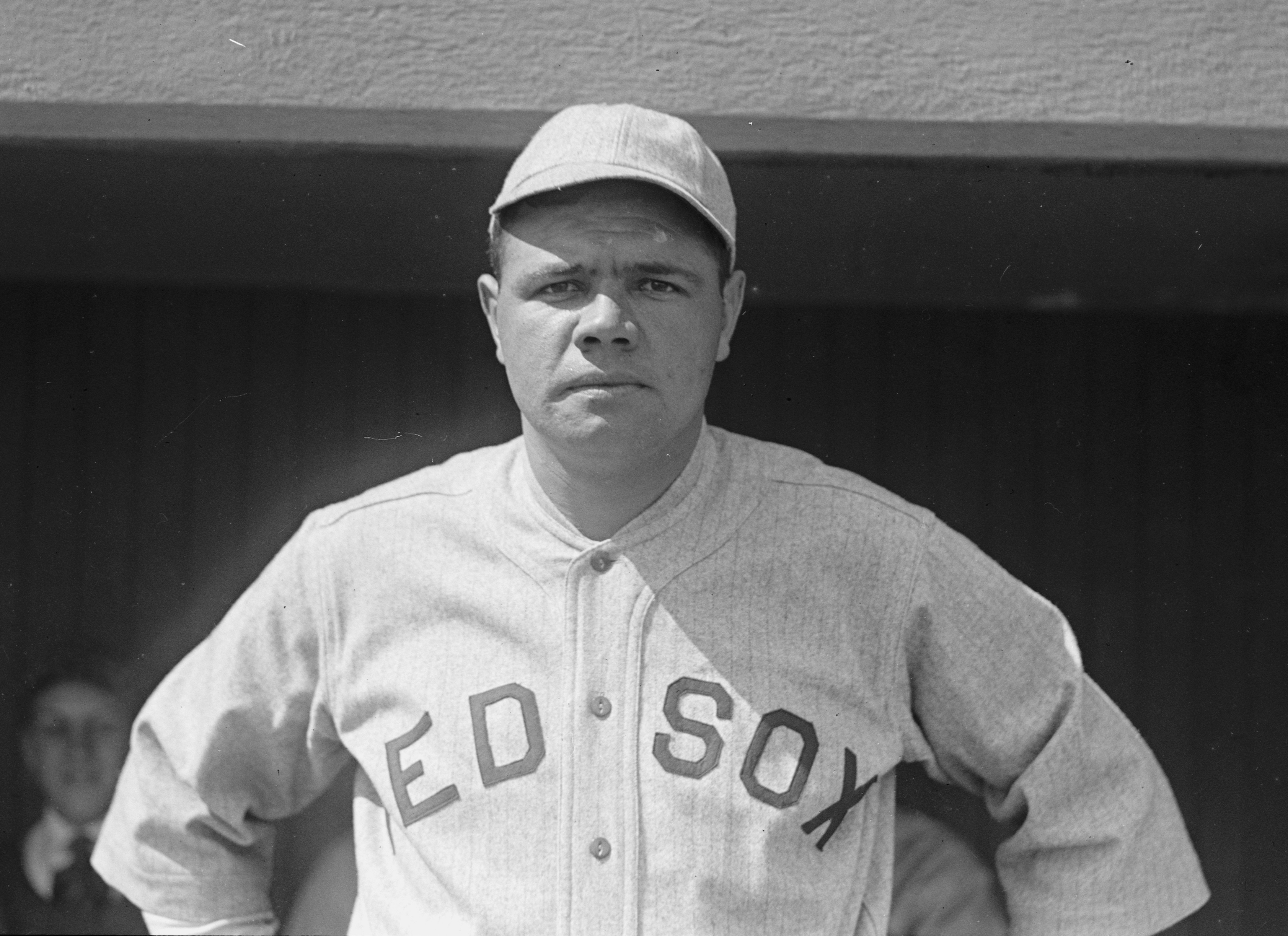
Babe Ruth, prima della sua cessione agli Yankees.

Nel 1916, il produttore di Broadway Harry Frazee acquistò i Red Sox a credito per 500.000 dollari. Nonostante il successo di Babe Ruth con i Red Sox, Frazee perse la pazienza con il giocatore, poiché quest'ultimo minacciava di non giocare se non avesse ottenuto un contratto più vantaggioso, creando distrazioni per la squadra. Dopo che i Red Sox terminarono al sesto posto nella American League nel 1919, Frazee, che aveva bisogno di denaro per finanziare un musical di Broadway, spesso identificato erroneamente come No, No, Nanette (fu in realtà il successo di quella commedia nel 1925 a saldare il prestito), vendette Ruth agli Yankees nel 1919. Frazee ricevette 125.000 dollari e un prestito di 300.000 dollari garantito con il Fenway Park per la cessione di Ruth, nonostante quest'ultimo avesse stabilito il record di fuoricampo con 29 nel 1919. Questo affare segnò l'inizio di una serie di transazioni con gli Yankees che portarono i Red Sox a un lungo periodo di mediocrità, mentre gli Yankees cominciarono la loro dinastia.
L'arrivo di Ruth a New York avviò simultaneamente l'era d'oro degli Yankees e devastò i Red Sox. Nonostante i cinque titoli delle World Series dei Red Sox fossero un record all'epoca, il 1918 sarebbe stato l'ultimo campionato vinto dalla squadra per 86 anni. Nel frattempo, la straordinaria capacità di Ruth di battere fuoricampo divenne il perno della formazione degli Yankees, conosciuta come "Murderers' Row" alla fine degli anni '20. Gli Yankees raggiunsero le World Series sette volte durante gli anni di Ruth a New York, vincendone quattro. Questo drammatico ribaltamento di fortune segnò l'inizio della presunta "Maledizione del Bambino" (Curse of the Bambino). Tuttavia, non fu solo la cessione di Ruth a cambiare le sorti delle due squadre. Frazee vendette anche molti altri giocatori agli Yankees.
Il cronista Robert W. Creamer riportò: "Il prestito fu concesso e le relazioni tra i due club rimasero cordiali, con Frazee che inviava giocatore dopo giocatore agli Yankees nelle stagioni successive in cambio di sempre più denaro. Non fu un caso. Frazee e il proprietario degli Yankees Tillinghast L'Hommedieu Huston erano amici, e i tentativi del presidente della American League, Ban Johnson, di estromettere Frazee dal gioco avevano indotto le cinque squadre fedeli a Johnson a evitare qualsiasi affare con i Red Sox finché Frazee possedeva la squadra, lasciando come unici partner commerciali Yankees e White Sox. Quando la reputazione dei White Sox fu distrutta dallo Scandalo dei Black Sox, l'unica opzione di Frazee per le trattative rimase quella di trattare con gli Yankees. I Red Sox divennero presto una vera e propria "zona disastrata" del baseball, finendo ultimi nove volte in undici stagioni."
Tra gli altri, Wally Schang, Everett Scott, Carl Mays, Waite Hoyt, Joe Bush e Sam Jones passarono dai Red Sox agli Yankees nel giro di uno o tre anni, insieme a Ed Barrow, l'ex allenatore dei Red Sox che divenne general manager e costruttore dell'impero degli Yankees nel primo quarto di secolo della loro dinastia. Scott, ex capitano dei Red Sox, prese effettivamente il ruolo di capitano degli Yankees da Ruth al suo arrivo, diventando l'unico giocatore nella storia a essere nominato capitano di entrambe le squadre.

## Risultati
| Stagione                  | Serie Stagionale | Serie Stagionale | A New York             | A Boston               | Overall Progressivo        | Note |
| ------------------------- | ---------------- | ---------------- | ---------------------- | ---------------------- | -------------------------- | --- |
| 1900s (Red Sox, 76–73–4)  |                  |                  |                        |                        |                            | |
| 1903                      | Americans        | 13 - 7           | Americans, 7 - 3       | Americans, 6 - 4       | Americans 13 - 7           | Primo anno della Major League Baseball organizzata. Gli Americans vincono le World Series 1903 |
| 1904                      | Americans        | 12 - 10 - 2      | Americans, 6 - 4       | Pareggio, 6 - 6 - 2    | Americans 25 - 17 - 2      | Gli Americans vincono tre delle quattro partite contro gli Highlanders per chiudere la stagione. Gli Americans vincono il pennant della AL con 1½ partite di vantaggio sugli Highlanders. Nessuna World Series si tiene poiché i campioni della NL, i New York Giants, si rifiutano di partecipare.                                                                                        |
| 1905                      | Americans        | 13 - 8           | Pareggio, 5 - 5        | Americans, 8 - 3       | Americans 38 - 25 - 2      | |
| 1906                      | Highlanders      | 17 - 5 - 1       | Highlanders, 8 - 3     | Highlanders, 9 - 2 - 1 | Americans 43 - 42 - 3      | |
| 1907                      | Highlanders      | 12 - 8 - 1       | Highlanders, 6 - 3 - 1 | Highlanders, 6 - 5     | Highlanders 54 - 51 - 4    | Gli Americans cambiano i loro nome in "Red Sox" |
| 1908                      | Red Sox          | 12 - 10          | Red Sox, 7 - 4         | Highlanders, 6 - 5     | Highlanders 64 - 63 - 4    | |
| 1909                      | Red Sox          | 13 - 9           | Red Sox, 6 - 5         | Red Sox, 7 - 4         | Red Sox 76 - 73 - 4        | |
|                           |                  |                  |                        |                        |                            | |
| 1910s (Red Sox, 115–94–3) |                  |                  |                        |                        |                            | |
| 1910                      | Highlanders      | 13 - 9 - 1       | Highlanders, 6 - 3 - 1 | Highlanders, 7 - 6     | Highlanders 86 - 85 - 5    | |
| 1911                      | Red Sox          | 12 - 10          | Red Sox, 8 - 3         | Highlanders, 7 - 4     | Red Sox 97 - 96 - 5        | |
| 1912                      | Red Sox          | 19 - 2           | Red Sox, 10 - 0        | Red Sox, 9 - 2         | Red Sox 116 - 98 - 5       | I Red Sox inaugurano il Fenway Park. I Red Sox vincono le World Series 1912. La percentuale di vittorie dei Red Sox, pari a .905, rende il 1912 la stagione più sbilanciata nella storia della rivalità. |
| 1913                      | Red Sox          | 14 - 6 - 1       | Red Sox, 7 - 2 - 1     | Red Sox, 7 - 4         | Red Sox 130 - 104 - 6      | Gli Highlanders cambiano il loro nome in "Yankees" |
| 1914                      | Pareggio         | 11 - 11          | Red Sox, 6 - 5         | Yankees, 6 - 5         | Red Sox 141 - 115 - 6      | |
| 1915                      | Yankees          | 12 - 10          | Red Sox, 6 - 5         | Yankees, 7 - 4         | Red Sox 151 - 127 - 6      | I Red Sox vincono le World Series 1915 |
| 1916                      | Pareggio         | 11 - 11          | Yankees, 6 - 5         | Red Sox, 6 - 5         | Red Sox 162 - 138 - 6      | I Red Sox vincono le World Series 1916 |
| 1917                      | Red Sox          | 13 - 9 - 1       | Red Sox, 7 - 4         | Red Sox, 6 - 5 - 1     | Red Sox 175 - 147 - 7      | |
| 1918                      | Yankees          | 11 - 6           | Yankees, 7 - 2         | Pareggio, 4 - 4        | Red Sox 181 - 158 - 7      | I Red Sox vincono le World Series 1918, l'ultima fino al 2004 |
| 1919                      | Red Sox          | 10 - 9           | Red Sox, 6 - 5         | Pareggio, 4 - 4        | Red Sox 191 - 167 - 7      | |
|                           |                  |                  |                        |                        |                            | |
| 1920s (Yankees, 149–71–1) |                  |                  |                        |                        |                            | |
| 1920                      | Yankees          | 13 - 9           | Yankees, 7 - 4         | Yankees, 6 - 5         | Red Sox 200 - 180 - 7      | La prima stagione di Babe Ruth con gli Yankees. Presunto inizio della Maledizione del Bambino. |
| 1921                      | Yankees          | 15 - 7           | Yankees, 10 - 1        | Red Sox, 6 - 5         | Red Sox 207 - 195 - 7      | Gli Yankees vincono il primo pennant della AL, ma perdono le World Series 1921. |
| 1922                      | Red Sox          | 13 - 9           | Red Sox, 6 - 5         | Red Sox, 7 - 4         | Red Sox 220 - 204 - 7      | Gli Yankees perdono le World Series 1922 |
| 1923                      | Yankees          | 14 - 8           | Yankees, 8 - 3         | Yankees, 6 - 5         | Red Sox 228 - 218 - 7      | Gli Yankees inaugurano lo Yankee Stadium originale. Gli Yankees vincono le World Series 1923, conquistando il loro primo titolo. |
| 1924                      | Yankees          | 17 - 5 - 1       | Yankees, 9 - 2 - 1     | Yankees, 8 - 3         | Yankees 235 - 233 - 8      | Gli Yankees vincono una serie di 4 partite a Boston dall'8 all'11 settembre, portandosi in vantaggio 235–233–8 nella serie complessiva, un vantaggio che non avrebbero mai più perso. |
| 1925                      | Yankees          | 13 - 9           | Yankees, 7 - 4         | Yankees, 6 - 5         | Yankees 248 - 242 - 8      | |
| 1926                      | Yankees          | 17 - 5           | Yankees, 9 - 3         | Yankees, 8 - 2         | Yankees 265 - 247 - 8      | Gli Yankees perdono le World Series 1926 |
| 1927                      | Yankees          | 18 - 4           | Yankees, 9 - 1         | Yankees, 9 - 3         | Yankees 283 - 251 - 8      | Gli Yankees vincono 11 incontri consecutivi da maggio ad agosto. Gli Yankees vincono le World Series 1927. |
| 1928                      | Yankees          | 16 - 6           | Yankees, 7 - 4         | Yankees, 9 - 2         | Yankees 299 - 257 - 8      | Gli Yankees vincono le World Series 1928 |
| 1929                      | Yankees          | 17 - 5           | Yankees, 9 - 2         | Yankees, 8 - 3         | Yankees 316 - 262 - 8      | |
|                           |                  |                  |                        |                        |                            | |
| 1930s (Yankees, 136–80–3) |                  |                  |                        |                        |                            | |
| 1930                      | Yankees          | 16 - 6           | Yankees, 8 - 3         | Yankees, 8 - 3         | Yankees 332 - 268 - 8      | |
| 1931                      | Yankees          | 16 - 6           | Yankees, 9 - 2         | Yankees, 7 - 4         | Yankees 348 - 274 - 8      | |
| 1932                      | Yankees          | 17 - 5           | Yankees, 10 - 1        | Yankees, 7 - 4         | Yankees 365 - 279 - 8      | Gli Yankees vincono 13 incontri consecutivi in casa dal luglio 1931 al giugno 1932. Gli Yankees vincono le World Series 1932 |
| 1933                      | Yankees          | 14 - 8           | Yankees, 9 - 2         | Red Sox, 6 - 5         | Yankees 379 - 287 - 8      | |
| 1934                      | Yankees          | 12 - 10          | Yankees, 7 - 4         | Red Sox, 6 - 5         | Yankees 391 - 297 - 8      | |
| 1935                      | Yankees          | 12 - 9           | Pareggio, 5 - 5        | Yankees, 7 - 4         | Yankees 403 - 306 - 8      | |
| 1936                      | Yankees          | 15 - 7 - 1       | Yankees, 9 - 2         | Yankees, 6 - 5 - 1     | Yankees 418 - 313 - 9      | Gli Yankees vincono le World Series 1936 |
| 1937                      | Yankees          | 15 - 7           | Yankees, 7 - 4         | Yankees, 8 - 3         | Yankees 433 - 320 - 9      | Gli Yankees vincono le World Series 1937 |
| 1938                      | Pareggio         | 11 - 11 - 1      | Yankees, 7 - 4 - 1     | Red Sox, 7 - 4         | Yankees 444 - 331 - 10     | Gli Yankees vincono le World Series 1938 |
| 1939                      | Red Sox          | 11 - 8 - 1       | Red Sox, 6 - 5         | Red Sox, 5 - 3 - 1     | Yankees 452 - 342 - 11     | Gli Yankees vincono le World Series 1939 |
|                           |                  |                  |                        |                        |                            | |
| 1940s (Yankees, 122–98–2) |                  |                  |                        |                        |                            | |
| 1940                      | Yankees          | 13 - 9           | Yankees, 7 - 4         | Yankees, 6 - 5         | Yankees 465 - 351 - 11     | |
| 1941                      | Yankees          | 13 - 9 - 1       | Yankees, 8 - 3 - 1     | Red Sox, 6 - 5         | Yankees 478 - 360 - 12     | Joe DiMaggio ha avuto una hitting streak di 56 partite. Ted Williams ha battuto con una media di .406 Gli Yankees vincono le World Series 1941 |
| 1942                      | Red Sox          | 12 - 10          | Red Sox, 6 - 5         | Red Sox, 6 - 5         | Yankees 488 - 372 - 12     | Gli Yankees perdono le World Series 1942 |
| 1943                      | Yankees          | 17 - 5 - 1       | Yankees, 9 - 2         | Yankees, 8 - 3 - 1     | Yankees 505 - 377 - 13     | Gli Yankees vincono le World Series 1943 |
| 1944                      | Pareggio         | 11 - 11          | Yankees, 8 - 3         | Red Sox, 8 - 3         | Yankees 516 - 388 - 13     | |
| 1945                      | Yankees          | 16 - 6           | Yankees, 9 - 2         | Yankees, 7 - 4         | Yankees 532 - 394 - 13     | |
| 1946                      | Red Sox          | 14 - 8           | Red Sox, 6 - 5         | Red Sox, 8 - 3         | Yankees 540 - 408 - 13     | I Red Sox finiscono davanti agli Yankees nella classifica per la prima volta dalla cessione di Babe Ruth. I Red Sox perdono le World Series 1946 |
| 1947                      | Yankees          | 13 - 9           | Yankees, 8 - 3         | Red Sox, 6 - 5         | Yankees 553 - 417 - 13     | Gli Yankees vincono le World Series 1947 |
| 1948                      | Red Sox          | 14 - 8           | Yankees, 6 - 5         | Red Sox, 9 - 2         | Yankees 561 - 431 - 13     | Entrambe le squadre sono in una lotta accesa per il titolo con i Cleveland Indians. I Red Sox perdono contro gli Indians nella partita di spareggio dell'AL. |
| 1949                      | Yankees          | 13 - 9           | Yankees, 7 - 4         | Yankees, 6 - 5         | Yankees 574 - 440 - 13     | Gli Yankees battono i Red Sox nelle ultime 2 partite della stagione per vincere il pennant. Gli Yankees vincono le World Series 1949 |
|                           |                  |                  |                        |                        |                            | |
| 1950s (Yankees, 126–93–1) |                  |                  |                        |                        |                            | |
| 1950                      | Yankees          | 13 - 9           | Yankees, 8 - 3         | Red Sox, 6 - 5         | Yankees 587 - 449 - 13     | Gli Yankees vincono le World Series 1950 |
| 1951                      | Pareggio         | 11 - 11          | Yankees, 9 - 2         | Red Sox, 9 - 2         | Yankees 598 - 460 - 13     | Gli Yankees vincono le World Series 1951 |
| 1952                      | Yankees          | 14 - 8           | Yankees, 8 - 3         | Yankees, 6 - 5         | Yankees 612 - 468 - 13     | Gli Yankees vincono le World Series 1952 |
| 1953                      | Yankees          | 11 - 10          | Yankees, 6 - 5         | Pareggio, 5 - 5        | Yankees 623 - 478 - 13     | Gli Yankees vincono le World Series 1953 |
| 1954                      | Yankees          | 13 - 9           | Yankees, 8 - 3         | Red Sox, 6 - 5         | Yankees 636 - 487 - 13     | |
| 1955                      | Yankees          | 14 - 8           | Yankees, 7 - 4         | Yankees, 7 - 4         | Yankees 650 - 495 - 13     | Gli Yankees perdono le World Series 1955 |
| 1956                      | Yankees          | 14 - 8           | Yankees, 7 - 4         | Yankees, 7 - 4         | Yankees 664 - 503 - 13     | Gli Yankees vincono le World Series 1956 |
| 1957                      | Yankees          | 14 - 8           | Yankees, 6 - 5         | Yankees, 8 - 3         | Yankees 678 - 511 - 13     | Gli Yankees perdono le World Series 1957 |
| 1958                      | Yankees          | 13 - 9 - 1       | Yankees, 7 - 4 - 1     | Yankees, 6 - 5         | Yankees 691 - 520 - 14     | Gli Yankees vincono le World Series 1958 |
| 1959                      | Red Sox          | 13 - 9           | Yankees, 6 - 5         | Red Sox, 8 - 3         | Yankees 700 - 533 - 14     | |
|                           |                  |                  |                        |                        |                            | |
| 1960s (Yankees, 101–83)   |                  |                  |                        |                        |                            | |
| 1960                      | Yankees          | 15 - 7           | Yankees, 8 - 3         | Yankees, 7 - 4         | Yankees 715 - 540 - 14     | Gli Yankees perdono le World Series 1960 |
| 1961                      | Yankees          | 13 - 5           | Yankees, 8 - 1         | Yankees, 5 - 4         | Yankees 728 - 545 - 14     | Roger Maris batte il record di fuoricampo in una singola stagione di Babe Ruth contro i Red Sox nell'ultimo giorno della stagione. L'espansione della MLB riduce il calendario a 18 incontri all'anno. Gli Yankees vincono le World Series 1961 |
| 1962                      | Yankees          | 12 - 6           | Yankees, 6 - 3         | Yankees, 6 - 3         | Yankees 740 - 551 - 14     | Gli Yankees vincono le World Series 1962 |
| 1963                      | Yankees          | 12 - 6           | Yankees, 7 - 2         | Yankees, 5 - 4         | Yankees 752 - 557 - 14     | Gli Yankees perdono le World Series 1963 |
| 1964                      | Pareggio         | 9 - 9            | Yankees, 5 - 4         | Red Sox, 5 - 4         | Yankees 761 - 566 - 14     | Gli Yankees perdono le World Series 1964 |
| 1965                      | Pareggio         | 9 - 9            | Red Sox, 5 - 4         | Yankees, 5 - 4         | Yankees 770 - 575 - 14     | |
| 1966                      | Yankees          | 10 - 8           | Red Sox, 5 - 4         | Yankees, 6 - 3         | Yankees 780 - 583 - 14     | |
| 1967                      | Red Sox          | 12 - 6           | Red Sox, 6 - 3         | Red Sox, 6 - 3         | Yankees 786 - 595 - 14     | I Red Sox perdono le World Series 1967 |
| 1968                      | Red Sox          | 10 - 8           | Red Sox, 6 - 3         | Yankees, 5 - 4         | Yankees 794 - 605 - 14     | I Red Sox vincono due serie stagionali consecutive per la prima volta dal 1911-13. |
| 1969                      | Red Sox          | 11 - 7           | Red Sox, 5 - 4         | Red Sox, 6 - 3         | Yankees 801 - 616 - 14     | |
|                           |                  |                  |                        |                        |                            | |
| 1970s (Red Sox, 89–79)    |                  |                  |                        |                        |                            | |
| 1970                      | Red Sox          | 10 - 8           | Red Sox, 5 - 4         | Red Sox, 5 - 4         | Yankees 809 - 626 - 14     | |
| 1971                      | Yankees          | 11 - 7           | Yankees, 7 - 2         | Red Sox, 5 - 4         | Yankees 820 - 633 - 14     | |
| 1972                      | Pareggio         | 9 - 9            | Yankees, 7 - 2         | Red Sox, 7 - 2         | Yankees 829 - 642 - 14     | |
| 1973                      | Red Sox          | 14 - 4           | Red Sox, 6 - 3         | Red Sox, 8 - 1         | Yankees 833 - 656 - 14     | Rissa tra Munson e Fisk |
| 1974                      | Red Sox          | 11 - 7           | Yankees, 5 - 4         | Red Sox, 7 - 2         | Yankees 840 - 667 - 14     | I Red Sox vincono 11 incontri casalinghi di fila da agosto 1973 a luglio 1974 |
| 1975                      | Red Sox          | 11 - 5           | Red Sox, 6 - 1         | Red Sox, 5 - 4         | Yankees 845 - 678 - 14     | I Red Sox perdono le World Series 1975 |
| 1976                      | Yankees          | 11 - 7           | Yankees, 7 - 2         | Red Sox, 5 - 4         | Yankees 856 - 685 - 14     | Rissa tra Piniella e Fisk Gli Yankees perdono le World Series 1976 |
| 1977                      | Red Sox          | 8 - 7            | Yankees, 6 - 2         | Red Sox, 6 - 1         | Yankees 863 - 693 - 14     | L'espansione della MLB riduce la serie stagionale a 15 incontri all'anno Gli Yankees vincono le World Series 1977 |
| 1978                      | Yankees          | 9 - 7            | Red Sox, 4 - 3         | Yankees, 6 - 3         | Yankees 872 - 700 - 14     | Gli Yankees rimontano uno svantaggio di 14 partite sui Red Sox, inclusa una serie di 4 vittorie consecutive a Fenway Park a settembre (la "Strage di Boston"). Le squadre terminano a pari merito al primo posto dell'AL East, gli Yankees battono i Red Sox nella partita di spareggio. Gli Yankees vincono le World Series 1978                                                          |
| 1979                      | Yankees          | 8 - 5            | Yankees, 4 - 3         | Yankees, 4 - 2         | Yankees 880 - 705 - 14     | Calendario ridotto a 13 incontri all'anno mentre la MLB adotta il "calendario equilibrato". |
|                           |                  |                  |                        |                        |                            | |
| 1980s (Yankees, 63–60)    |                  |                  |                        |                        |                            | |
| 1980                      | Yankees          | 10 - 3           | Pareggio, 3 - 3        | Yankees, 7 - 0         | Yankees 890 - 708 - 14     | Gli Yankees vincono tutte le partite a Boston per la prima volta. |
| 1981                      | Pareggio         | 3 - 3            | Yankees, 2 - 1         | Red Sox, 2 - 1         | Yankees 893 - 711 - 14     | Stagione accorciata a causa dello sciopero della Major League Baseball del 1981. Gli Yankees perdono le World Series 1981 |
| 1982                      | Red Sox          | 7 - 6            | Pareggio, 3 - 3        | Red Sox, 4 - 3         | Yankees 899 - 718 - 14     | |
| 1983                      | Red Sox          | 7 - 6            | Yankees, 4 - 3         | Red Sox, 4 - 2         | Yankees 905 - 725 - 14     | |
| 1984                      | Red Sox          | 7 - 6            | Red Sox, 4 - 2         | Yankees, 4 - 3         | Yankees 911 - 732 - 14     | |
| 1985                      | Yankees          | 8 - 5            | Yankees, 5 - 2         | Pareggio, 3 - 3        | Yankees 919 - 737 - 14     | I Red Sox vincono i primi cinque incontri, gli Yankees vincono gli otto successivi. |
| 1986                      | Yankees          | 8 - 5            | Red Sox, 4 - 2         | Yankees, 6 - 1         | Yankees 927 - 742 - 14     | I Red Sox perdono le World Series 1986 |
| 1987                      | Red Sox          | 7 - 6            | Yankees, 4 - 3         | Red Sox, 4 - 2         | Yankees 933 - 749 - 14     | |
| 1988                      | Red Sox          | 9 - 4            | Red Sox, 4 - 2         | Red Sox, 5 - 2         | Yankees 937 - 758 - 14     | |
| 1989                      | Red Sox          | 7 - 6            | Yankees, 4 - 3         | Red Sox, 4 - 2         | Yankees 943 - 765 - 14     | |
|                           |                  |                  |                        |                        |                            | |
| 1990s (Yankees, 68–61)    |                  |                  |                        |                        |                            | |
| 1990                      | Red Sox          | 9 - 4            | Yankees, 4 - 2         | Red Sox, 7 - 0         | Yankees 947 - 774 - 14     | |
| 1991                      | Yankees          | 7 - 6            | Red Sox, 4 - 3         | Yankees, 4 - 2         | Yankees 954 - 780 - 14     | |
| 1992                      | Red Sox          | 7 - 6            | Yankees, 4 - 2         | Red Sox, 5 - 2         | Yankees 960 - 787 - 14     | |
| 1993                      | Yankees          | 7 - 6            | Yankees, 4 - 3         | Pareggio, 3 - 3        | Yankees 967 - 793 - 14     | |
| 1994                      | Yankees          | 7 - 3            | Yankees, 4 - 2         | Yankees, 3 - 1         | Yankees 974 - 796 - 14     | Stagione accorciata a causa dello sciopero. Lo sciopero cancella la postseason. Gli Yankees avevano il miglior record nella stagione regolare della American League. La MLB introduce la Wild Card, permettendo a entrambe le squadre di accedere alla postseason nello stesso anno. |
| 1995                      | Yankees          | 8 - 5            | Yankees, 6 - 1         | Red Sox, 4 - 2         | Yankees 982 - 801 - 14     | Entrambe le squadre si qualificano per la postseason per la prima volta. |
| 1996                      | Red Sox          | 7 - 6            | Yankees, 4 - 2         | Red Sox, 5 - 2         | Yankees 988 - 808 - 14     | Gli Yankees vincono le World Series 1996 |
| 1997                      | Yankees          | 8 - 4            | Yankees, 4 - 2         | Yankees, 4 - 2         | Yankees 996 - 812 - 14     | |
| 1998                      | Yankees          | 7 - 5            | Pareggio, 3 - 3        | Yankees, 4 - 2         | Yankees 1.003 - 817 - 14   | Gli Yankees vincono 114 partite, stabilendo un record della American League (successivamente superato). Gli Yankees vincono le World Series 1998 |
| 1999                      | Red Sox          | 8 - 4            | Red Sox, 4 - 2         | Red Sox, 4 - 2         | Yankees 1.007 - 825 - 14   | Gli Yankees vincono le World Series 1999 |
| 1999 ALCS                 | Yankees          | 4 - 1            | Yankees, 2 - 0         | Yankees, 2 - 1         | Yankees 1.011 - 826 - 14   | Primo incontro di postseason: i Red Sox infliggono agli Yankees l’unica sconfitta della loro postseason del 1999 in Gara 3. |
|                           |                  |                  |                        |                        |                            | |
| 2000s (Yankees, 104–90)   |                  |                  |                        |                        |                            | |
| 2000                      | Yankees          | 7 - 6            | Red Sox, 4 - 2         | Yankees, 5 - 2         | Yankees 1.018 - 832 - 14   | Gli Yankees vincono le World Series 2000 |
| 2001                      | Yankees          | 13 - 5           | Yankees, 8 - 1         | Yankees, 5 - 4         | Yankees 1.031 - 837 - 14   | La MLB è passata a un calendario sbilanciato nel 2001, portando a 18-19 incontri all'anno. Gli Yankees perdono le World Series 2001 |
| 2002                      | Yankees          | 10 - 9           | Yankees, 5 - 4         | Pareggio, 5 - 5        | Yankees 1.041 - 846 - 14   | |
| 2003                      | Yankees          | 10 - 9           | Pareggio, 5 - 5        | Yankees, 5 - 4         | Yankees 1.051 - 855 - 14   | Gli Yankees perdono le World Series 2003 |
| 2003 ALCS                 | Yankees          | 4 - 3            | Pareggio, 2 - 2        | Yankees, 2 - 1         | Yankees 1.055 - 858 - 14   | Gara 7 si conclude con un fuoricampo all'11º inning di Aaron Boone. Rimonta da uno svantaggio di 5-2 in Gara 7 quando mancavano solo cinque eliminazioni alla fine. |
| 2004                      | Red Sox          | 11 - 8           | Yankees, 5 - 4         | Red Sox, 7 - 3         | Yankees 1.063 - 869 - 14   | I Red Sox vincono le World Series 2004, la loro prima dal 1918. |
| 2004 ALCS                 | Red Sox          | 4 - 3            | Pareggio, 2 - 2        | Red Sox, 2 - 1         | Yankees 1.066 - 873 - 14   | I Red Sox rimontano da uno svantaggio di 3-0 nella serie. Superano uno svantaggio nel nono inning in Gara 4 e un deficit di due punti nell'ottavo inning di Gara 5 per dare inizio alla rimonta. |
| 2005                      | Yankees          | 10 - 9           | Yankees, 5 - 4         | Pareggio, 5 - 5        | Yankees 1.076 - 882 - 14   | Negli ultimi due giorni della stagione regolare, gli Yankees conquistano l'AL East, mentre i Red Sox si aggiudicano la Wild Card dell'AL in due scontri diretti consecutivi. |
| 2006                      | Yankees          | 11 - 8           | Red Sox, 6 - 4         | Yankees, 7 - 2         | Yankees 1.087 - 890 - 14   | Gli Yankees spazzano via i Red Sox in una serie di 5 partite al Fenway Park ("Son of Massacre") |
| 2007                      | Yankees          | 10 - 8           | Yankees, 6 - 3         | Red Sox, 5 - 4         | Yankees 1.097 - 898 - 14   | I Red Sox vincono le World Series 2007 |
| 2008                      | Pareggio         | 9 - 9            | Red Sox, 5 - 4         | Yankees, 5 - 4         | Yankees 1.106 - 907 - 14   | |
| 2009                      | Pareggio         | 9 - 9            | Yankees, 7 - 2         | Red Sox, 7 - 2         | Yankees 1.115 - 916 - 14   | Gli Yankees inaugurano il nuovo Yankee Stadium I Red Sox vincono i primi otto incontri, ma gli Yankees vincono nove dei successivi dieci. Gli Yankees vincono le World Series 2009 |
|                           |                  |                  |                        |                        |                            | |
| 2010s (Yankees, 100–91)   |                  |                  |                        |                        |                            | |
| 2010                      | Pareggio         | 9 - 9            | Red Sox, 5 - 4         | Yankees, 5 - 4         | Yankees 1.124 - 925 - 14   | |
| 2011                      | Red Sox          | 12 - 6           | Red Sox, 7 - 2         | Red Sox, 5 - 4         | Yankees 1.130 - 937 - 14   | I Red Sox mancano i playoff nonostante un vantaggio di 9 partite a settembre. |
| 2012                      | Yankees          | 13 - 5           | Yankees, 6 - 3         | Yankees, 7 - 2         | Yankees 1.143 - 942 - 14   | |
| 2013                      | Red Sox          | 13 - 6           | Red Sox, 7 - 3         | Red Sox, 6 - 3         | Yankees 1.149 - 955 - 14   | I Red Sox vincono le World Series 2013 Sia l’AL che la NL avendo squadre equilibrate porta a un calendario bilanciato di 19 partite a stagione. |
| 2014                      | Yankees          | 12 - 7           | Yankees, 6 - 4         | Yankees, 6 - 3         | Yankees 1.161 - 962 - 14   | Entrambe le squadre mancano la postseason per la prima volta dal 1993. |
| 2015                      | Yankees          | 11 - 8           | Red Sox, 6 - 4         | Yankees, 7 - 2         | Yankees 1.172 - 970 - 14   | I Red Sox vincono una partita di 19 inning contro gli Yankees il 10 aprile. |
| 2016                      | Red Sox          | 11 - 8           | Yankees, 6 - 3         | Red Sox, 8 - 2         | Yankees 1.180 - 981 - 14   | I Red Sox spazzano via gli Yankees in una serie di 4 partite a settembre ("Boston Massacre II"). |
| 2017                      | Yankees          | 11 - 8           | Yankees, 6 - 4         | Yankees, 5 - 4         | Yankees 1.191 - 989 - 14   | |
| 2018                      | Red Sox          | 10 - 9           | Yankees, 6 - 3         | Red Sox, 7 - 3         | Yankees 1.200 - 999 - 14   | I Red Sox spazzano via gli Yankees in una serie di quattro partite ad agosto, aumentando il vantaggio nell'AL East da 5½ a 9½ partite, prendendo di fatto il controllo della division. Entrambe le squadre vincono 100 partite per la prima volta nella storia (Red Sox 108, Yankees 100). I Red Sox vincono le World Series 2018                                                          |
| 2018 ALDS                 | Red Sox          | 3 - 1            | Red Sox, 2 - 0         | Pareggio, 1 - 1        | Yankees 1.201 - 1.002 - 14 | I Red Sox vincono Gara 3 per 16-1, infliggendo agli Yankees la sconfitta più pesante della loro storia nei playoff. Il seconda base dei Red Sox, Brock Holt, realizza il ciclo in questa partita, il primo nella storia della postseason. |
| 2019                      | Yankees          | 14 - 5           | Yankees, 8 - 1         | Yankees, 6 - 4         | Yankees 1.215 - 1.007 - 14 | Le squadre hanno giocato due partite a Londra (ufficialmente considerate partite casalinghe dei Red Sox e indicate nella colonna "A Boston"). Gli Yankees hanno vinto entrambe le partite. È il maggior numero di vittorie degli Yankees nella serie stagionale contro i Red Sox dal 1960.                                                                                                 |
|                           |                  |                  |                        |                        |                            | |
| 2020s (Yankees, 42–33)    |                  |                  |                        |                        |                            | |
| 2020                      | Yankees          | 9 - 1            | Yankees, 7 - 0         | Yankees, 2 - 1         | Yankees 1.224 - 1.008 - 14 | Stagione ridotta a 60 partite (con 10 sfide dirette) a causa della pandemia di COVID-19. Gli Yankees vincono 12 incontri consecutivi contro i Red Sox (da settembre 2019 a settembre 2020). Con una percentuale di vittorie del .900, è stata la serie stagionale più sbilanciata a favore degli Yankees nella storia della rivalità e la più sbilanciata per entrambe le squadre dal 1912 |
| 2021                      | Red Sox          | 10 - 9           | Yankees, 5 - 4         | Red Sox, 6 - 4         | Yankees 1.233 - 1.018 - 14 | I Red Sox vincono 8 partite consecutive contro gli Yankees (da settembre 2020 a luglio 2021), immediatamente dopo la serie di 12 vittorie consecutive degli Yankees nella rivalità. |
| 2021 ALWC                 | Red Sox          | 1 - 0            |                        | Red Sox, 1 - 0         | Yankees 1.233 - 1.019 - 14 | Primo incontro nel Wild Card Game da quando il turno è stato introdotto nel 2012. |
| 2022                      | Yankees          | 13 - 6           | Yankees, 8 - 2         | Yankees, 5 - 4         | Yankees 1.246 - 1.025 - 14 | |
| 2023                      | Red Sox          | 9 - 4            | Red Sox, 5 - 1         | Red Sox, 4 - 3         | Yankees 1.250 - 1.034 - 14 | La struttura del calendario è stata modificata in questa stagione per permettere a ogni squadra di giocare una serie contro ogni squadra interlega. Questo ha ridotto il numero di incontri da 19 a 13 a stagione. |
| 2024                      | Yankees          | 7 - 6            | Yankees, 4 - 3         | Pareggio, 3 - 3        | Yankees 1.257 - 1.040 - 14 | Gli Yankees perdono le World Series 2024 |
| 2025                      |                  |                  |                        |                        |                            | |
|                           |                  |                  |                        |                        |                            | |

## Statistiche
| Competizione           | Serie Stagionale | Serie Stagionale | A New York     | A Boston       |
| ---------------------- | ---------------- | ---------------- | -------------- | -------------- |
| Regular Season         | Yankees          | 1245‍–‍1028‍–‍14         | Yankees, 673‍–‍462‍–‍7 | Yankees, 572‍–‍566‍–‍7 |
| Postseason             | Pareggio         | 12 - 12          | Pareggio 6 - 6 | Pareggio 6 - 6 |
| Serie nella Postseason | Red Sox          | 3 - 2            | N/A            | N/A            |
| Totale                 | Yankees          | 1257‍–‍1040‍–‍14         | Yankees, 679‍–‍468‍–‍7 | Yankees, 578‍–‍572‍–‍7 |